# Instalação de Teste de Acelerador (Japão)
O Instalação de Teste de Acelerador (KEK-ATF) é um acelerador de testes no laboratório KEK em Tsukuba, Japão. É um banco de testes para a produção do raio do colisor de elétron-pósitron linear proposto pelo Colisor Linear Internacional (ILC). Seu principal objetivo é criar o raio de super baixa emissão que é necessário para o ILC.